# Црква Свете Петке-„Црква у пољу” у Петки
Црква Свете Петке или „Црква у пољу” у Петки, насељеном месту на територији Градске општине Костолац припада Епархији браничевској Српске православне цркве.
Црква посвећена Светој Петки саграђена је 1999. године и налази се у пољу, ван села. Црква је зидана од камена из Аранђеловца и осликана je. Занимљиво је да је настала тако што је жена по имену Софија из места Гај, разболевши се, сањала цркву која се налазила између два бунара, на овом месту. Дошла је у Петку и то испричала. Када је започето копање темеља за ову цркву, испоставило се да се ту већ налази темељ цркве из 14. или 15. века. Цркву су подигли мештани на челу са Јелом Ивковић, која је помагала око прикупљања прилога за изградњу. Освештао ју је Епископ браничевски Игнатије 2013. године. Софија, заслужна за подизање ове цркве, чудесно се излечила  и докле год је била жива, обилазила је. 